# Selecció de bàsquet de Nigèria
La Selecció de bàsquet de Nigèria és l'equip format per jugadors de nacionalitat nigeriana que representa a la "Federació Nigeriana de Bàsquet" (NBBF) a les competicions internacionals organitzades per la Federació Internacional de Bàsquet (FIBA) o el Comité Olímpic Internacional (COI).
El marc de 2021 la FIBA situà Nigèria com a primera selecció masculina africana en el rànquing. Després dels Jocs Olímpics de 2016 a Rio estava situada en la posició 16 del rànquing.

## Classificacions

### Jocs Olímpics
- 2012 - 10
- 2016 - 11
- 2020 - 10

### Campionats mundials
- 1998 - 13
- 2006 - 14
- 2019 - 17

### Campionats africans
- 1972 - 12
- 1978 - 6
- 1980 - 11
- 1985 - 7
- 1987 - 8
- 1992 - 5
- 1995 -  3
- 1997 -  2
- 1999 -  2
- 2001 - 5
- 2003 -  2
- 2005 -  3
- 2007 - 5
- 2009 - 5
- 2011 -  3
- 2013 - 7
- 2015 -  1
- 2017 -  2
- 2021 - 12

## Jugadors destacats
- Hakeem Olajuwon, nascut a Nigèria, mai va jugar amb la selecció de Nigèria absoluta.[5] En canvi sí va jugar amb els Estats Units, després d'obtenir-ne la ciutadania el 1993.